# Weyers Cave (Virginia)
Weyers Cave es un lugar designado por el censo situado en el condado de Augusta, Virginia  (Estados Unidos). Según el censo de 2010 tenía una población de 2.473 habitantes.

## Demografía
Según el censo del 2000, Weyers Cave tenía 1.225 habitantes, 462 viviendas, y 354 familias. La densidad de población era de 71,4 habitantes por km².
De las 462 viviendas en un 35,5%  vivían niños de menos de 18 años, en un 66,9%  vivían parejas casadas, en un 6,1% mujeres solteras, y en un 23,2% no eran unidades familiares. En el 19,7% de las viviendas  vivían personas solas el 6,1% de las cuales correspondía a personas de 65 años o más que vivían solas. El número medio de personas viviendo en cada vivienda era de 2,65 y el número mediano de personas que vivían en cada familia era de 3,06.
Por edades la población se repartía de la siguiente manera: un 27% tenía menos de 18 años, un 6,4% entre 18 y 24, un 30,4% entre 25 y 44, un 24,8% de 45 a 60 y un 11,3% 65 años o más.
La edad media era de 37 años.  Por cada 100 mujeres de 18 o más años  había 96,5 hombres.
La renta media por vivienda era de 39.833$ y la renta media por familia de 42.457$. Los hombres tenían una renta media de 31.299$ mientras que las mujeres 22.132$. La renta per cápita de la población era de 16.837$. En torno al 12% de las familias y el 9,5% de la población estaban por debajo del umbral de pobreza.

## Localidades adyacentes
El siguiente diagrama muestra a las localidades más próximas a Weyers Cave.